# Geschützter Landschaftsbestandteil Feldgehölz auf dem Kreuzloh
Der Geschützte Landschaftsbestandteil Feldgehölz auf dem Kreuzloh mit einer Flächengröße von 0,4 ha liegt südlich  vom Weiler Wulfringhausen im Stadtgebiet von  Sundern. Das Gebiet wurde 1993 mit dem Landschaftsplan Sundern durch den Kreistag des Hochsauerlandkreises als Geschützter Landschaftsbestandteil (LB) ausgewiesen. Der Geschützter Landschaftsbestandteil Feldgehölz am östlichen Kreuzloh liegt wenige Meter weiter westlich.

## Gebietsbeschreibung
Das Feldgehölz steht auf einer Bergkuppe mit dickbankigen Kalken aus dem Hellefelder Kalk.

## Schutzzweck
Der Landschaftsplan Sundern führt zu geschützte Landschaftsbestandteilen aus: „Alle geschützten Landschaftsbestandteile sind kulturbetonte oder naturnahe Landschaftsteile, die sich mit ihrem eigenständigen Charakter deutlich von der sie umgebenden Wald- und Feld-Landschaft unterscheiden. Der besondere Schutz dieser Kleinstrukturen ist wegen ihrer hervorgehobenen Position für die Leistungsfähigkeit des Naturhaushaltes und / oder für die Attraktivität des Landschaftsbildes erforderlich. Die LB-Festsetzung trägt der landschaftlichen Bedeutung der Objekte Rechnung, die sie über das „normale“ landschaftliche Inventar eines Landschaftsschutzgebietes heraushebt.“

## Verbote und Gebote
Wie bei allen geschützten Landschaftsbestandteilen besteht nach § 29 Abs. 2 BNatschG das Verbot dieses zu beschädigen, auszureißen, auszugraben oder Teile davon abzutrennen oder auf andere Weise in seinem Wachstum oder Erscheinungsbild zu beeinträchtigen. Eine ordnungsgemäße Pflege ist vom Verbot ausgenommen. Es ist auch verboten Stoffe oder Gegenstände im Bereich des Geschützten Landschaftsbestandteils anzubringen, zu lagern, abzulagern, einzuleiten oder sich ihrer in anderer Weise zu entledigen, die das Erscheinungsbild oder den Bestand des Geschützten Landschaftsbestandteils gefährden oder beeinträchtigen können. Dies gilt auch für organische oder mineralische Düngemittel und Futtermittel. Sofern Gehölze zerstört bzw. beschädigt werden, kann die Untere Naturschutzbehörde eine Ersatzpflanzung oder ein Ersatzgeld festsetzten. Ein Kahlschlag und eine Wiederaufforstung mit Nadelgehölzen oder anderen, innerhalb des Gebietes nicht von Natur aus heimischen Baumarten ist verboten. Es wurde das Gebot festgesetzt, Bäume nur einzelstammweise zu entnehmen und alle baulichen Anlagen sind zu beseitigen.